# Karin Lindvall
Karin Lindvall, född 18 december 1953, är en svensk kulturhistoriker och före detta länsmuseichef.
Hon är forskarutbildad i etnologi vid Stockholms universitet 1986 och har även studerat vid Harvard University Cambridge, USA 1984 och Boston University, Boston, USA. 1985 I sin forskning har hon ofta granskat den sörmländska herrgården som symbol, arbetsplats och arena för ett komplicerat socialt samspel. 
Sedan 1989 har Karin Lindvall varit knuten till Sörmlands museum och var dess chef 1998–2020. Tidigare har hon bland annat arbetat på Nordiska museet, Örebro läns museum, Jämtlands läns museum och Norsk industriarbeidermuseum, Rjukan, Norge. Karin Lindvall har engagerat sig i styrelsen för Riksförbundet Sveriges museer, Länsmuseernas samarbetsråds presidium, ledamot i Museipedagogiskt forum vid Statens Kulturråd samt ledamot i Rådet för museivetenskaplig forskning.
Hon gick i pension från tjänsten som museichef för Sörmlands museum i januari 2020 och efterträddes av Susanna Janfalk.